# سقوط تیسفون
جنگ تیسفون یا جنگ مداین (به عربی: معرکة طیسفون) (فتح المدائن) یکی از رشته جنگ‌های صدر اسلام که بین ارتش سلطنتی ساسانی و اعراب مسلمان در خلال حمله اعراب به ایران، در سال شانزدهم هجری قمری مطابق با سال ۶۳۷ میلادی به وقوع پیوست. با سقوط این شهر و دیگر شهرهای مدائن، پایتخت چهار صد سالهٔ ساسانیان، به دست مسلمانان فتح شد.

## شهرهای هفتگانهٔ مداین

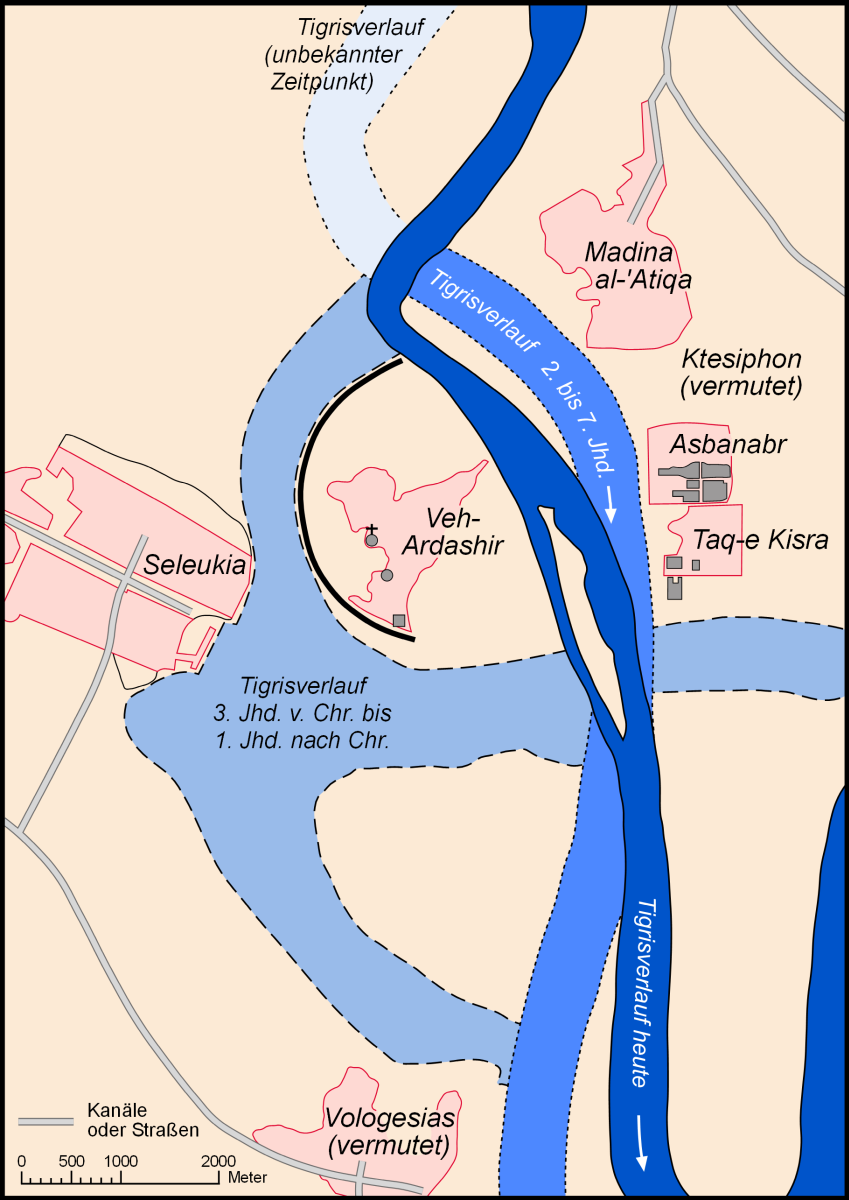
نقشهٔ سلوکیه-تیسفون و منطقهٔ جنگ تیسفون. (تاریخ نقشه مشخص نیست)

مداین یا چنان‌که در آن روزگار به زبان سریانی گفته می‌شد مدیناثا یعنی شهرها و مجموعهٔ هفت شهر بود نزدیک به هم و در دو جانب دجله که آنها را ماحوزه و ماحوزه ملکا می‌خواندند. حصارهای بلند برگرد مجموعهٔ این شهرها کشیده بودند و دروازه‌های استوار در آنها تعبیه کرده بودند. این حصارها و دروازه‌ها در پایان روزگار ساسانیان بارها بازسازی و بهسازی گشته بود. این هفت شهر عبارت بودند از:
- تیسفون در مشرق دجله.
- اسبانبر در مشرق دجله.
- ویه اندیو خسرو هم در مشرق دجله و دورتر از تیسفون واقع بود.
- سلوکیه در مغرب دجله بود و آنرا ویه‌اردشیر یا وه اردشیر نیز می‌خواندند.[۲]
- در زنیذان شهری کوچک بود در شمال ویه اردشیر.
- ساباط که ولاش آباد نیز خوانده‌می‌شد و در مغرب ویه اردشیر قرار داشت.
- ماحوزا شهری بود نزدیک ویه‌اردشیر که دره‌ای آن را از این شهر جدا می‌کرد.[۳]

تیسفون پایتخت امپراتوری ساسانی بود و یکی از زیباترین شهرهای آن دوران گویند تاریخ این شهر به بیش از پنج هزار سال بر می‌گردد، مورخان نوشته‌اند که تیسفون یا (طیسفون) بمعنای: «المدینة البیضاء» یعنی (شهر سفید) می‌باشد. گویند تمام ستون‌ها و کاخ‌های این شهر زیبا را از مرمر سفید ساخته بودند. برای رسیدن به تیسفون از قادسیه عبور از دجله لازم بود. شاه در کاخ سفید تیسفون اقامت داشت که به شط نزدیک بود. کاخ مداین یا ایوان مدائن در اسبانبر واقع شده‌بود و ویرانه‌های باقی‌ماندهٔ آن هنوز در این مکان باقی و برجای مانده است.

## پیش‌درآمد
نوامبر ۶۳۶ پس از پیروزی مسلمانان در نقطه‌عطفی به نام نبرد قادسیه، عمر دستور داد که زمان گشودن شهر تیسفون پایتخت امپراتوری ساسانی فرا رسیده است. او می‌دانست تا زمانی که پارس‌ها چیرگی بر پایتخت خود را در دست داشتند، دیر یا زود می‌توانستند یک ضدحمله تازه را انجام دهند. پس عمر به سعد بن ابی‌وقاص، فرمانده سپاه اسلام در عراق دستور داد تا به سوی تیسفون به‌راه بیفتد. در دسامبر ۶۳۶، سعد با لشکری دربرگیرنده پانزده هزار سرباز خلافت به تیسفون لشکر کشید.
شاهنشاه ساسانی یزدگرد سوم هنگامی که نیروهای پنهانی ساسانی آگاهش کرده‌بودند، از ترس تاخت‌تاز اعراب خیلی زود واکنش نشان داد. او گروه‌هایی از نیروها را در شهر و همچنین در راستای جاده‌ای که به تیسفون می‌انجامید جای داد تا پیشروی دشمن را کند کرده و زمان بسنده برای پی‌ریزی ایستادگی بایسته، به دست آورد.
هنگامی که سعد از جای گرفتن گروه‌های ساسانی در جاده نامبرده آگاه شد، بر آن شد که جنبش سپاه خود را افزایش دهد. او لشکر خود را به چهار گروه به فرماندهی عبدالله بن مطعم، شرحبیل بن السمط، هاشم بن عتبه و خالد بن عرفطه بخش‌بندی کرد. سعد خود را در گروه دوم جای داد. زهره بن الحویه التمیمی راهبری لشکر پیشرو را که فقط سواره‌نظام را دربرداشت بر دوش گرفت. او دستور گرفت که خیلی زود در برابر جایگاه‌های بنیادین پدافندی دشمن در راستای جاده تیسفون به‌راه بیفتد. او در آنجا چاره‌هایی برای نبرد با بسیاری از دسته‌های ساسانی اندیشید و اگر نیروهایش با شمار فراوانی از ارتش ساسانی رویارو می‌شدند، باید چشم‌به‌راه می‌ماندند تا سربازان بیشتری از ارتش عربی-اسلامی به او کمک کنند. هنگ زهره پیشاپیش رفت و نجف را به چنگ آورد و چشم داشت که دیگر نیروها به او برسند. سپس از فرات گذشت و راه تیسفون را پیش رفت. او در بورسیپا، پس از نبرد پیروزمندانه پورسیپا، در کرانه راست فرات چشم‌به‌راه بود تا بخش بزرگی از سپاهیان مسلمان به او برسند.
گام پیش‌رو بابل بود، در کرانه روبرویی فرات، شهری استوار که می‌دانستند نیروهای ساسانی در آن شمار فراوانی دارند. نبرد بابل از دید راهبردی برجسته و کلید دسترسی به سواد، سرزمین میان دجله و فرات بود. در میانه‌های دسامبر ۶۳۶، مسلمانان فرات را به دست آوردند و در بیرون از بابل اردو زدند. فرماندهی نیروهای ساسانی در بابل را پیروز خسرو، هرمزان، مهران رازی و نخیرگان بر دوش داشتند. چرایی آن هر چه باشد، آنچه رخ داد این است که ساسانیان نتوانستند با ایستادگی برجسته‌ای در برابر مسلمانان رویارویی کنند. هرمزان با نیروهای خود به استان خود اهواز عقب‌نشینی کرد و پس از آن دیگر سرداران ایرانی یگان‌های خود را بازگرداندند و به سوی شمال عقب‌نشینی کردند. پس از عقب‌نشینی نیروهای ساسانی، مردم بابل رسماً شهر را به اعراب واگذار کردند. به بابلی‌ها به شرط پرداخت جزیه امان داده شد. برخی بابلی‌ها با مسلمانان پیروز در برابر ساسانیان همکاری کردند و آگاهی‌های ارزشمندی دربارهٔ چندوچون نیروهای ایرانی به دشمن دادند. گفته شده برخی مهندسان بابلی برای ساخت راه‌ها و پل‌ها به کار گرفته‌شدند. با اینکه بیشتر مسلمانان در بابل جای داشتند، زهره فرمانده نیروهای پیشتاز عرب از سعد دستور پیگرد ساسانیانی که از شهر بیرون رفته بودند را دریافت کرد؛ پیش از اینکه بتوانند در جایی دیگر گرد هم آیند و ایستادگی تازه‌ای را پی‌ریزی کنند.
نیروهای پیشتاز عرب به فرماندهی زهره به ایرانیان تاختند و به صورا آسیب زدند و ساسانیان را شکستند و آنها را وادار به عقب‌نشینی به دیر کعب کردند. سپس زهره به دیر کعب لشکر کشید و در آنجا یک دسته ساسانی را شکست داد و به همان شرطی که اعراب برای مردم بابل گذاشته بودند به مردم دیرکعب امان داد. در آغاز ژانویه ۶۳۷، نیروهای پیشتاز مسلمان (زهره) به کوثا در ۱۷ کیلومتری تیسفون رسید، جایی که ایرانیان واپسین تلاش را برای رویارویی با اعراب انجام دادند. گروه ساسانی، دهقانی (زمین‌دار) به نام شهریار در میان خود داشت که در یک جنگ تن‌به‌تن از سوی مسلمانی احتمالاً از میان هنگ «مبارزون» کشته شد. نیروهای پیشتاز مسلمان در هفته دوم ژانویه ۶۳۷ بی‌آنکه به پادگانی ایرانی برخورد کنند (با اینکه معمولاً در این راه پادگان‌هایی بر پا می‌ماندند) به والاش‌آباد در ۷ کیلومتری پایتخت ساسانی، رسیدند. به مردم والاش‌آباد تحت شرایطی همانندِ پرداخت جزیه، امان داده‌شد. سپس مسلمانان همه آن سرزمین تا دروازه تیسفون را به‌دست گرفتند.

### محاصره تیسفون
در شانزدهمین سال هجری قمری سعد بن ابی وقاص پس از پایان جنگ قادسیه دو ماه در همان‌جا ماند. دستور از عمر رسید که زنان و کودکان را به عده‌ای از لشکریان در عتیق بگذارد و خود با سایر لشکر آهنگ مداین کند. لشکر سعد بن ابی وقاص که به جانب مداین می‌آمد، نزدیک حصار بزرگ مداین رسید و شهرهای غربی را در محاصره گرفتند و در بیرون حصار خیمه زدند. مدت این محاصره را دو سال ذکر کرده‌اند که در مورد صحت آن جای شک است. از مداین گاه‌گاه مردم بیرون می‌آمدند و با آنها جنگ می‌کردند. در مداین قحطی افتاد و عاقبت مردم مداین به ستوه آمدند. شیرزاد دهقان ساباط از در صلح درآمد و قبول جزیه کرد. در همین حدود مقدمهٔ لشکر سعد با یک فوج از سپاه ایران برخوردند که نام بوران دخت را بر خود نهاده بودند. آنها هر روز ظاهراً در سرود خویش سوگند می‌خوردند که تا آنها زنده‌اند، کشور و دولت باقی خواهد ماند. اما اینها نیز نتوانستند جلوی هجوم سپاه عرب را بگیرند و بعد از آن سعد با لشکریان، شبی به ناگاه به ویه‌اردشیر درآمد. مردم گرسنه شهر را رها کرده بودند و رخت به تیسفون کشیده بودند. کاخ سفید کسری از دور در آن سوی دجله پدیدار بود، اما پل‌هایی را که بین ویه اردشیر و تیسفون بود، بریده یافتند. دجله نیز طغیان داشت و عبور از آن آسان نبود.

### گریز یزدگرد سوم
درین هنگام در تیسفون یزدگرد سوم آخرین شاهنشاه ساسانی با وحشت و اضطراب مرزبانان و بزرگان را بخواند و عمدهٔ گنج و اموالی را که در خزاین داشت، به آنها بخشید. نامه‌ها و پیمان‌ها نیز درین باب نوشت و گفت اگر این ملک از دست ما برود، شما ازین تازیان بدین مال‌ها ارزانی‌ترید و اگر ملک به دست ما باز آید، شما نیز این مال‌ها را باز پس خواهید داد. آنگاه شاه با دربار و حرم خویش تیسفون را بگذاشت و راه حلوان پیش گرفت و خره‌زاد فرخزاد را که برادر رستم فرخزاد بود سپهسالاری لشکر داد و تیسفون را بدو سپرد.

### سقوط تیسفون
سعد که یکچند در ویه اردشیر توقف کرده‌بود، ملول شد. آخر بزرگان نزد وی آمدند و او را به موضعی از دجله راه نمودند که آب آن اندک بود و عرب را گذشتن از آن آسان دست می‌داد. سعد که می‌ترسید با گذشت زمان در تیسفون چیزی درخور تاراج و غنیمت باز نخواهد ماند، یاران را گفت «خود را به آب بزنند و از دجله بگذرند.» نگهبانان تیسفون چون تازیان را نزدیک دروازه‌های شهر دیدند، بانگ برآوردند که «دیوان آمدند!» خره‌زاد فرخزاد با مهاجمان در جنگ شد، اما شکست خورد و به شهر پناه برد. سپس سپاه عرب بر دروازهٔ شهر فرود آمدند. فرخزاد را یارای مقاومت نبود و نیمه شب با لشکریان خویش از دروازهٔ شرقی بیرون آمد و شهر را فروگذاشت و راه جلولا پیش گرفت. سعد چون به تیسفون درآمد دستور به غارت شهر داد و پسران نوجوان که در گوشه و کنار شهر دست به مقاومت علیه تازی‌ها می‌زدند را گردن بزد و دختران و زنان را هر کجا که یافتند مورد تجاوز و هتاکی قرار دادند و کتابخانه اصلی تیسفون را که تمامی آثار تاریخی و علمی و هنری آن دوران و دوران‌های قبل تاریخ ایران باستان را شامل می‌شد، به آتش کشیدند و اینچنین مهم‌ترین اسناد تاریخی ایران باستان و بقایای یک ملت در آتش جهل و کینه‌ورزی اعراب بسوخت و نابود گشت.

### غنایم
از گنج و خواستهٔ خزاین کسری آنچه باز در تیسفون مانده بود، هنوز غنیمتی هنگفت بود.
- تخت طلای خسرو و دوازده ستون مرمر، تالار عظیم و مخصوصاً سقف آن که برج‌های آسمان را با ستاره‌های زرین مجسم ساخته بودند، باعث تعجب عرب شد.
- فرش بهارستان که بهار خسرو نیز نامیده می‌شد را در یکی از تالارهای کاخ مداین یافتند که ۱۴۰ متر طول و ۲۸ متر عرض داشت و با جواهرات گرانبها، انواع گل‌ها را در روی آن مجسم ساخته بودند. برگ گل‌ها از زمرد و غنچه‌ها از مروارید و یاقوت و جواهرات دیگر ساخته شده‌بود. خلیفه عمر امر کرد فرش را پاره‌پاره کردند و به یاران رسول داد. آورده شده است که یک قطعه از آن بعدها به بیست هزار درهم بفروش رفته است.
- در خزینه اسبی یافتند، از طلا دارای زین و لجام نقره و مزین به انواع جواهر، همچنین شتری دیده از نقره با کرهٔ آن از طلا. گفته شده است که در هنگام تقسیم غنایم به هر نفر از ۶۰ هزار جنگجوی عرب دوازده هزار درهم رسیده است.[۶]

بسیاری از خزاین را اهل تیسفون خود به غارت برده و راه فرار پیش گرفته بودند. این فراریان را اعراب تا پل نهروان دنبال کردند و بیشتر مال‌ها را به غنیمت گرفتند و اشیاء بسیار نفیسی به‌دست آوردند. از جمله:
- زره‌ها و شمشیرهای هراکلیوس قیصر روم، خاقان ترک، داهر پادشاه هند و زرهٔ بهرام چوبین و نیز سلاح‌های پیروز یکم، قباد یکم، هرمز چهارم و نعمان سوم. شمشیر نعمان سوم و شمشیر خسرو پرویز را پیش عمر فرستادند و شمشیر هراکلیوس را به یابندهٔ گنج بخشیدند.
- سلاح‌های خاص خسرو اول که عبارت از خود، زره و اسلحه‌های زرین مروارید نشان.
- تاج خسرو پرویز را نیز نزد عمر فرستادند و عمر تاج را در کعبه آویخت.[۱]

### تیسفون بعد از جنگ
سعد فرمان داد تا در کهندز تیسفون مسجدی بسازند و دیگر هرگز در آنجا آیین زرتشت تجدید نشد. اندک‌اندک شهر نیز از اهمیت افتاد و با رونق یافتن بصره و کوفه از مداین و آن عظمت و حشمت دیرینه‌اش، جز شهری کوچک و بی‌اهمیت نماند. با اینهمه ایوان آن سال‌ها همچنان خالی اما با جلال و شکوه گذشته باقی‌ماند و حتی ویرانه‌های آن هنوز از شکوه و عظمت آن دوران، نشان دارد.